# Ligne JR Kobe
La ligne JR Kobe (JR神戸線, JR Kōbe-sen) est une ligne de train japonaise exploitée par la West Japan Railway Company (JR West). Cette ligne reliant Osaka à Himeji constitue avec les lignes JR Kyoto et Biwako le service continu du réseau métropolitain de la zone de Kyoto, Osaka et Kobe. La Ligne JR Kobe est le surnom donné depuis 1988 à la section de la ligne Tōkaidō entre la gare d'Osaka et la gare de Kobe, ainsi qu'à la section de la ligne Sanyō entre la gare de Kobe et la gare de Himeji. Comme la société de transport Hankyu Corporation possède également une ligne de chemin de fer nommé ligne Kobe, afin d'éviter toute confusion, il a été rajouté à la ligne Kobe de la JR West, le terme (JR) devant le nom Kobe.

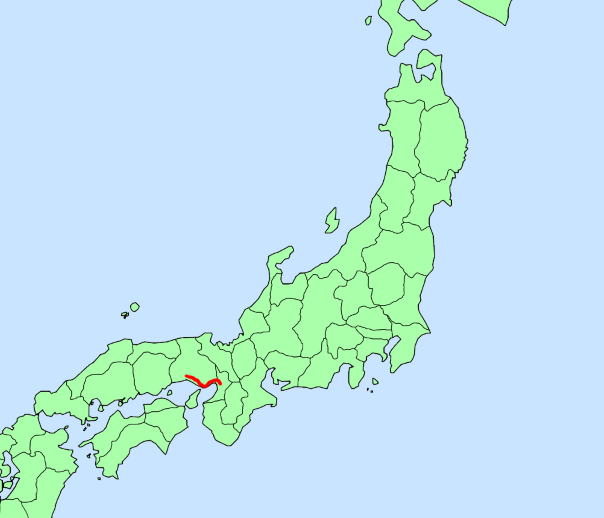
Carte de la ligne JR Kobe.

## Description
D'une longueur de 87,9 km, la ligne JR comporte 39 gares (incluant les gares de départ et d'arrivée de la ligne), avec une distance moyenne de 2,31 km entre chaque gare.
Depuis le 6 août 2014, la compagnie JR West a mis en place un système de clarification de ses lignes dans le réseau urbain du Kinki et d'Hiroshima, afin de faciliter le déplacement des étrangers visitant le Japon ou pour les personnes peu habitués à l’utilisation des lignes de trains.
La ligne JR Kobe est représentée par le symbole A. Les lignes en continuité avec la ligne JR Kobe, à savoir les lignes JR Kyoto, Biwako, Sanyo (jusqu'à la gare de Kamigōri) et Akō portent également le même symbole.
Entre les gares de Suma et d'Asagiri, la ligne passe au plus près du littoral. À ce moment-là, depuis le train, il est possible d'apercevoir la baie d'Osaka et le pont d'Akashi.

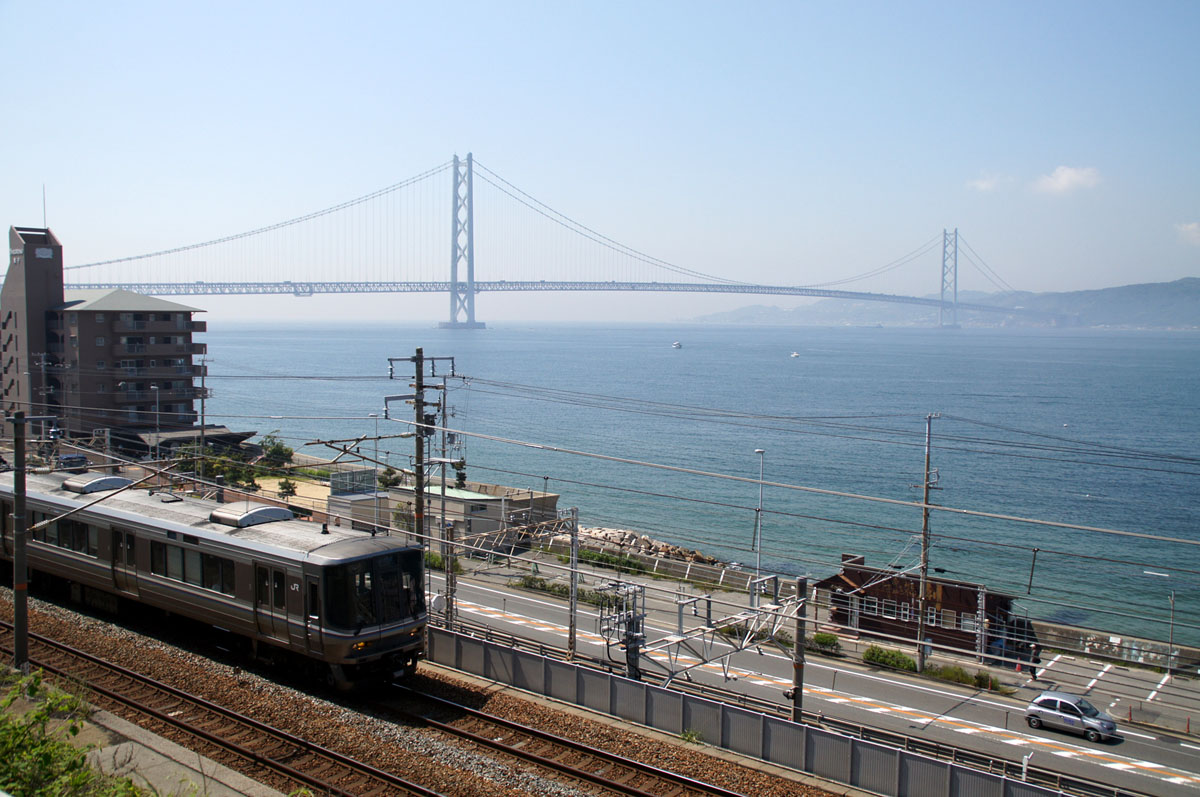
Un Special Rapid Service en approche de la gare d'Asagiri. Au loin, le pont d'Akashi

## Histoire

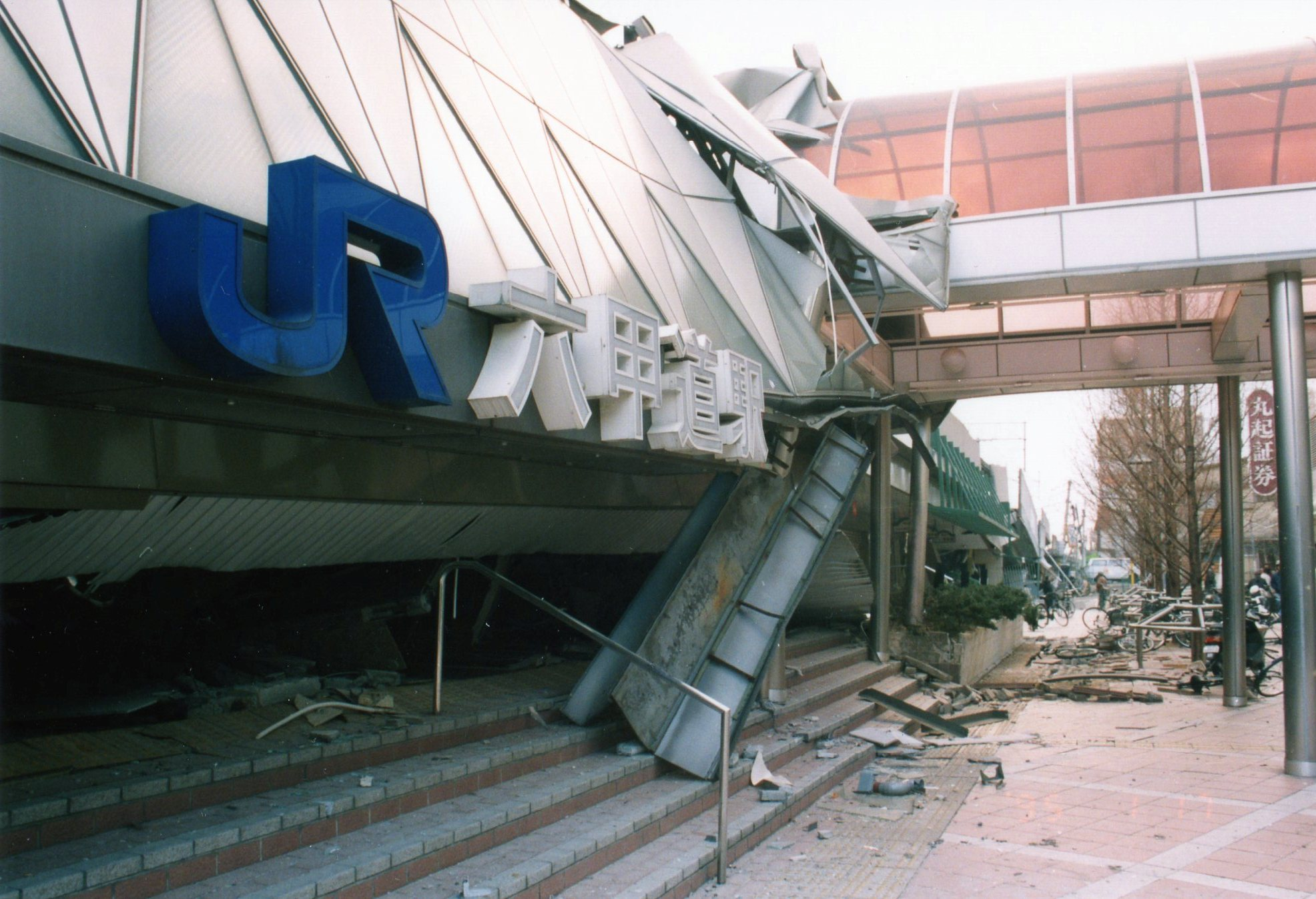
Façade de la gare de Rokkōmichi après le tremblement de terre de 1995.

En mai 1874, la liaison ferroviaire entre Osaka et Kobe (32,74 km) est ouverte. Un mois plus tard, les gares d'Amagasaki (nommée Kanzaki à l'époque) et Sumiyoshi sont inaugurées. En décembre de cette même année, le fret entre en fonction entre Osaka et Kobe. En fin d'année 1888, les gares de Hyōgo, Suma, Tarumi et Akashi sont ouvertes. La liaison entre Hyōgo et Akashi (17,46 km) est également inaugurée.
Le 23 décembre 1888, les gares d'Ōkubo, Tsuchiyama, Kakogawa, Sone (nommée Amida à l'époque) et Himeji sont aussi ouvertes. Un an plus tard, la gare de Tarumi change de nom et devient Maiko. En juillet 1896, les gares temporaires de Shioya et Maiko-kôen sont ouvertes. En 1899, la gare de Tarumi retrouve son nom d'origine, dix ans après avoir été renommée Maiko. La gare temporaire Maiko-kōen est rebaptisée gare temporaire de Maiko. Un an plus tard, trois nouvelles gares (Takatori, Gochaku et Hōden) sont inaugurées.
En 1906, les deux gares temporaires Shioya et Maiko, deviennent des gares permanentes. Jusqu'au début des années trente, de nombreuses gares sont ouvertes le long de la ligne. En 1934,la ligne est électrifiée entre Osaka et Suma dans un premier temps, puis de Suma à Akashi dans un deuxième temps. En 1944, la gare de Nishi-Akashi est ouverte et la ligne est électrifiée jusqu'à celle-ci.
En 1949, la gare de Kanzaki change de nom et devient Amagasaki. Cinq ans plus tard, c'est la gare de Shin-Nagata qui est ouverte. Le 10 avril 1958, la dernière section de la ligne entre Nishi-Akashi et Himeji est électrifiée. En 1961, les gares d'Uozumi et de Higashi-Kakogawa sont inaugurées. Sept ans plus tard, c'est à la gare d'Asagiri d'être ouverte.
Le 13 mars 1988, la ligne entre Osaka et Himeji prend le surnom de Ligne JR Kobe. Lors du tremblement de terre de Kobe en 1995, tout le réseau est fermé. Il faudra trois mois pour remettre le réseau en état de marche sur toute la ligne. La gare de Kōnan-Yamate est inaugurée le 1er octobre 1996. 
Dès le 2 décembre 2002, les voitures exclusivement pour femmes sont introduits sur la ligne durant les heures de fortes affluences le matin et le soir. Trois ans plus tard, la gare de Himeji-Bessho est inaugurée. Le 19 mars 2007, la gare de Sakurashukugawa est ouverte. La gare de Nishinomiya change de nom en Kanji (西ノ宮 devient 西宮). En 2008, la gare de Sumakaihinkōen est à son tour ouverte. En juillet 2009, les quais des gares deviennent non-fumeur. En 2012, la voiture réservée aux femmes devient permanente tout au long de la journée d'exploitation du service.
Le 26 mars 2016, deux nouvelles gares sont inaugurées sur la ligne, la gare de Maya et celle de Higashi-Himeji.

## Types de service
Trois types de service sont disponibles sur la ligne JR Kobe.

### Special Rapid Service
- L'express rapide, indiqué comme Special Rapid Service (新快速, Shin-kaisoku?), qui s'arrête moins souvent que les autres services. Il roule toutes les 15 minutes. Ces trains desservent la gare de Kyoto. Quelques trains desservent les gares Tsuruga, Nagahama, Yasu, ou Akō.

| Osaka | Amagasaki | Sannomiya | Nishi-Akashi | Kakogawa | Himeji |
| ----- | --------- | --------- | ------------ | -------- | ------ |
| -     | 5         | 21        | 43           | 54       | 64     |

### Rapid Service
- L'express, indiqué comme Rapid Service (快速, Kaisoku?), qui marque davantage d'arrêts mais reste plus rapide que l'omnibus. Il roule toutes les 15 minutes, mais quelques trains ne desservent pas à l'ouest de Kakogawa. Ces trains desservent les gares Yasu et Kyōto. Quelques trains desservent les gares Maibara ou Aboshi.

| Osaka | Amagasaki | Sannomiya | Nishi-Akashi | Kakogawa | Himeji |
| ----- | --------- | --------- | ------------ | -------- | ------ |
| -     | 5         | 28        | 53           | 75       | 98     |

### Local
- L'omnibus, indiqué comme Local (普通, Futsū?), qui s'arrête à toutes les stations.
  - L'omnibus (bleu) roule d'Ōsaka à Nishi-Akashi toutes les 15 minutes. Mais, il ne dessert pas l'ouest de Suma pendant la journée. Ces  trains desservent la gare Takatsuki.
  - L'omnibus (violet) roule d'Amagasaki à Nishi-Akashi toutes les 15 minutes. Les trains desservent la gare Nagao.
  - L'omnibus (jaune) roule d'Ōsaka à Amagasaki toutes les 15 minutes. Les trains desservent les gares Takatsuki et Sanda.

| Osaka | Amagasaki | Sannomiya | Nishi-Akashi | Kakogawa | Himeji |
| ----- | --------- | --------- | ------------ | -------- | ------ |
| -     | 7         | 40        | 76           | 100      | 118    |

1. ↑  Il n'existe pas de train local effectuant en un seul trait la liaison Osaka/Himeji. Le passager devra utiliser plusieurs trains locaux pour effectuer la liaison Osaka/Himeji uniquement en local.

### Voiture réservée aux femmes
La JR West a mis en place depuis le 2 décembre 2002 des voitures réservées uniquement aux femmes (女性専用車 (Josei Senyō-Sha)). Jusqu'en 2011, les voitures réservées étaient programmés du début du service jusqu'à 9h et de 17h jusqu'à la fin de service. Le 18 avril 2011, la JR West change son système et met en place de façon permanente une voiture uniquement pour femmes, des premiers aux derniers trains.

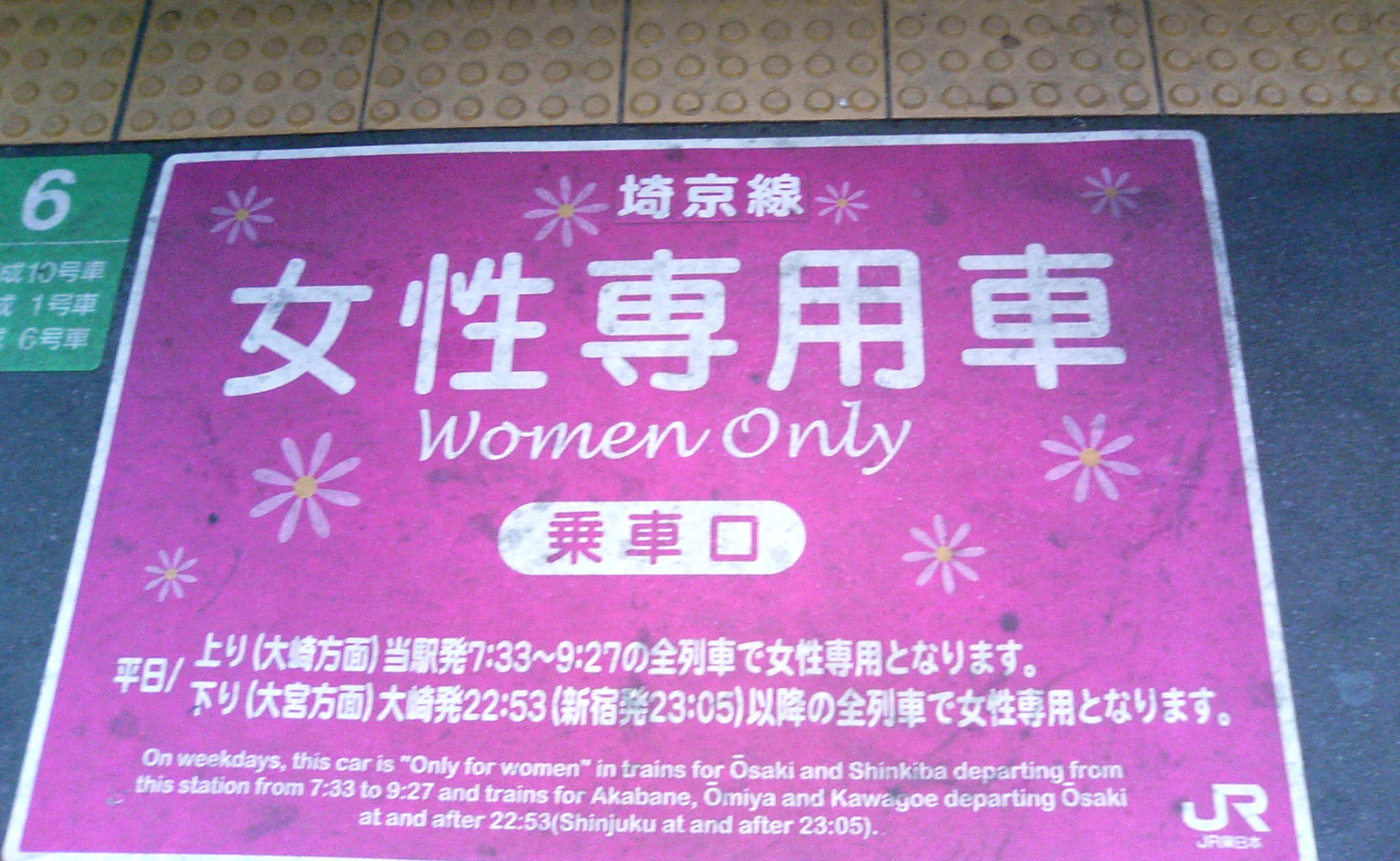
Exemple de signalétique sur quai indiquant voiture réservée aux femmes.(Photo de 2005)
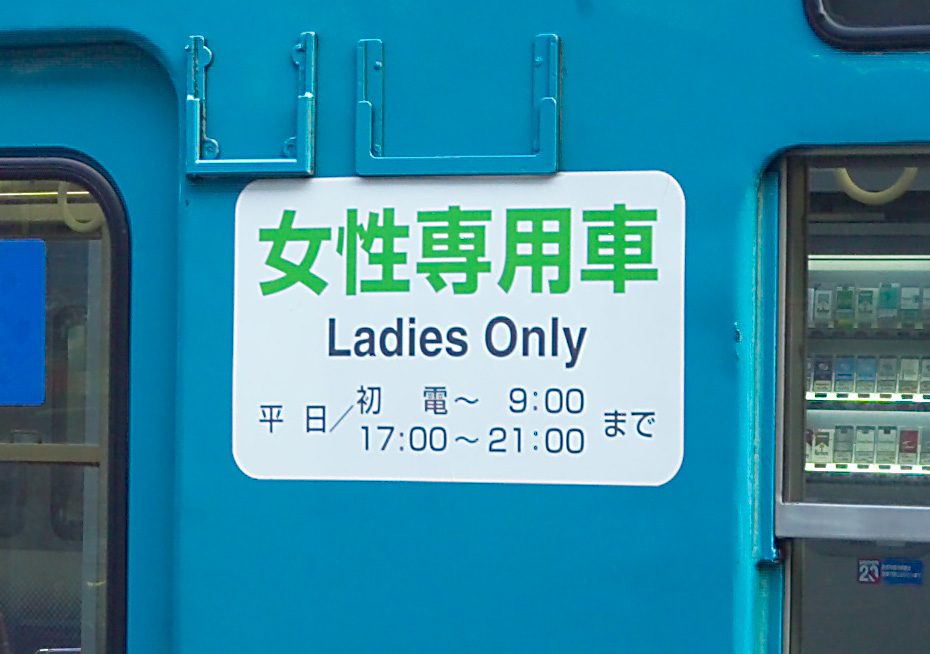
Panneau d'information sur une voiture réservée aux femmes. (Photo de 2006)

## Liste des gares
- （※） Arrêt non effectué par certains trains dans la matinée.
- Les trains locaux n’effectuent pas de service continu jusqu'à Himeji depuis Osaka. Le terminus de la plupart des trains est à Nishi-Akashi ou Kakogawa.
- À partir de Nishi-Akashi, le train "Rapid Service" se comporte comme un train local jusqu'à Himeji.
- Les trains " Local " sont sur la colonne L.
- Les trains " Rapid Service " sont sur la colonne R.
- Les trains " Special Rapid Service " sont sur la colonne S.R.

| Nom de la ligne officielle | Gare             | Gare            | Gare            | Distance en km    | Distance en km | Type de train | Type de train | Type de train | Correspondance | Localisation         | Localisation         | Localisation |
| Nom de la ligne officielle | Numéro           | Nom de la gare  | Nom en japonais | Entre chaque gare | Depuis Osaka   | L             | R             | S.R | Correspondance | Arrondissement Ville | Arrondissement Ville | Préfecture   |
| -------------------------- | ---------------- | --------------- | --------------- | ----------------- | -------------- | ------------- | ------------- | --- | --- | -------------------- | -------------------- | ------------ |
| Ligne principale Tōkaidō   | JR-A47           | Osaka           | 大阪            | -                 | 0              |               |               | | JR West - Ligne Tōkaidō (A Ligne JR Kyoto / G Ligne JR Takarazuka) - O Ligne circulaire d'Osaka - H Ligne JR Tōzai (à partir de la gare de Kitashinchi) Hanshin (à partir de la gare d'Osaka-Umeda : HS01) - Ligne principale Hanshin Hankyu (à partir de la gare d'Osaka-Umeda : HK-01) - Ligne Hankyu Kyoto - Ligne Hankyu Takarazuka - Ligne Hankyu Kobe Métro d'Osaka - Ligne Midōsuji (à partir de la station Umeda : M16) - Ligne Tanimachi (à partir de la station Higashi-Umeda : T20) - Ligne Yotsubashi (à partir de la station Nishi-Umeda : Y11) | Kita                 | Osaka                | Osaka        |
| Ligne principale Tōkaidō   | JR-A48           | Tsukamoto       | 塚本            | 3,4               | 3,4            |               |               | | | Yodogawa             | Osaka                | Osaka        |
| Ligne principale Tōkaidō   | JR-A49           | Amagasaki       | 尼崎            | 4,3               | 7,7            |               |               | | JR West - H Ligne JR Tōzai - G Ligne Fukuchiyama (Ligne JR Takarazuka) | Amagasaki            | Amagasaki            | Hyōgo        |
| Ligne principale Tōkaidō   | JR-A50           | Tachibana       | 立花            | 3,0               | 10,7           |               |               | | | Amagasaki            | Amagasaki            | Hyōgo        |
| Ligne principale Tōkaidō   | JR-A51           | Kōshienguchi    | 甲子園口        | 2,2               | 12,9           |               |               | | | Nishinomiya          | Nishinomiya          | Hyōgo        |
| Ligne principale Tōkaidō   | JR-A52           | Nishinomiya     | 西宮            | 2,5               | 15,4           |               |               | | | Nishinomiya          | Nishinomiya          | Hyōgo        |
| Ligne principale Tōkaidō   | JR-A53           | Sakurashukugawa | さくら夙川      | 1,5               | 16,9           |               |               | | | Nishinomiya          | Nishinomiya          | Hyōgo        |
| Ligne principale Tōkaidō   | JR-A54           | Ashiya          | 芦屋            | 2,3               | 19,2           |               |               | | | Ashiya               | Ashiya               | Hyōgo        |
| Ligne principale Tōkaidō   | JR-A55           | Kōnan-Yamate    | 甲南山手        | 1,4               | 20,6           |               |               | | | Higashinada          | Kobe                 | Hyōgo        |
| Ligne principale Tōkaidō   | JR-A56           | Settsu-Motoyama | 摂津本山        | 1,5               | 22,1           |               |               | | | Higashinada          | Kobe                 | Hyōgo        |
| Ligne principale Tōkaidō   | JR-A57           | Sumiyoshi       | 住吉            | 1,6               | 23,7           |               |               | | Kobe New Transit - R Rokkō Liner (R01) | Higashinada          | Kobe                 | Hyōgo        |
| Ligne principale Tōkaidō   | JR-A58           | Rokkōmichi      | 六甲道          | 2,2               | 25,9           |               |               | | | Nada                 | Kobe                 | Hyōgo        |
| Ligne principale Tōkaidō   | JR-A59           | Maya            | 摩耶            | 1,4               | 27,3           |               |               | | | Nada                 | Kobe                 | Hyōgo        |
| Ligne principale Tōkaidō   | JR-A60           | Nada            | 灘              | 0,9               | 28,2           |               |               | | | Nada                 | Kobe                 | Hyōgo        |
| Ligne principale Tōkaidō   | JR-A61           | Sannomiya       | 三宮            | 2,4               | 30,6           |               |               | | Hankyu (à partir de la gare de Kobe-Sannomiya : HK-16) - Ligne Hankyu Kobe Hanshin (à partir de la gare de Kobe-Sannomiya: HS32) - Ligne principale Hanshin Kobe New Transit - R Port Liner (P01) Métro municipal de Kobe - Ligne Seishin-Yamate (S03) - Ligne Kaigan (à partir de la station Sannomiya-Hanadokeimae : K01) | Chūō                 | Kobe                 | Hyōgo        |
| Ligne principale Tōkaidō   | JR-A62           | Motomachi       | 元町            | 0,8               | 31,4           |               |               | | Hanshin (HS33) - Ligne Hanshin Kobe Kosoku | Chūō                 | Kobe                 | Hyōgo        |
| Ligne principale Tōkaidō   | JR-A63           | Kobe            | 神戸            | 1,7               | 33,1           |               |               | | Hanshin (à partir de la gare de Kōsoku Kōbe : HS35) - Ligne Hanshin Kobe Kosoku Hankyu (à partir de la gare de Kōsoku Kōbe : HS35) - Ligne Hankyu Kobe Kosoku Métro municipal de Kobe - Ligne Kaigan (à partir de la station Harborland : K04) | Chūō                 | Kobe                 | Hyōgo        |
| Ligne principale Sanyō     | JR-A63           | Kobe            | 神戸            | 1,7               | 33,1           |               |               | | Hanshin (à partir de la gare de Kōsoku Kōbe : HS35) - Ligne Hanshin Kobe Kosoku Hankyu (à partir de la gare de Kōsoku Kōbe : HS35) - Ligne Hankyu Kobe Kosoku Métro municipal de Kobe - Ligne Kaigan (à partir de la station Harborland : K04) | Chūō                 | Kobe                 | Hyōgo        |
| JR-A64                     | Hyōgo            | 兵庫            | 1,8             | 34,9              |                |               |               | JR West - Ligne Wadamisaki | Hyōgo |                      | Kobe                 | Hyōgo        |
| JR-A65                     | Shin-Nagata      | 新長田          | 2,3             | 37,2              |                |               |               | Métro municipal de Kobe - Ligne Seishin-Yamate (S09) - Ligne Kaigan (K10) | Nagata |                      | Kobe                 | Hyōgo        |
| JR-A66                     | Takatori         | 鷹取            | 1,0             | 38,2              |                |               |               | | Suma |                      | Kobe                 | Hyōgo        |
| JR-A67                     | Sumakaihinkōen   | 須磨海浜公園    | 0,9             | 39,1              |                |               |               | | Suma |                      | Kobe                 | Hyōgo        |
| JR-A68                     | Suma             | 須磨            | 1,3             | 40,4              |                | （※）         |               | Sanyo - ligne principale Sanyō (à partir de la gare de Sanyo Suma : SY 06) | Suma |                      | Kobe                 | Hyōgo        |
| JR-A69                     | Shioya           | 塩屋            | 2,9             | 43,3              |                |               |               | Sanyo - Ligne principale Sanyō (à partir de la gare de Sanyo Shioya : SY 08) | Tarumi |                      | Kobe                 | Hyōgo        |
| JR-A70                     | Tarumi           | 垂水            | 2,9             | 46,2              |                | （※）         |               | Sanyo - Ligne principale Sanyō (à partir de la gare de Sanyo Tarumi : SY 11) | Tarumi |                      | Kobe                 | Hyōgo        |
| JR-A71                     | Maiko            | 舞子            | 2,0             | 48,2              |                | （※）         |               | Sanyo - Ligne principale Sanyō (à partir de la gare de Maiko-Kōen : SY 13) | Tarumi |                      | Kobe                 | Hyōgo        |
| JR-A72                     | Asagiri          | 朝霧            | 1,9             | 50,1              |                |               |               | | Akashi | Akashi               |                      | Hyōgo        |
| JR-A73                     | Akashi           | 明石            | 2,4             | 52,5              |                |               |               | Sanyo - Ligne principale Sanyō (à partir de la gare de Sanyo Akashi : SY 17) | Akashi | Akashi               |                      | Hyōgo        |
| JR-A74                     | Nishi-Akashi     | 西明石          | 3,4             | 55,9              |                |               |               | JR West - Ligne Shinkansen Sanyō | Akashi | Akashi               |                      | Hyōgo        |
| JR-A75                     | Ōkubo            | 大久保          | 2.8             | 58.7              |                |               |               | | Akashi | Akashi               |                      | Hyōgo        |
| JR-A76                     | Uozumi           | 魚住            | 3,5             | 62,2              |                |               |               | | Akashi | Akashi               |                      | Hyōgo        |
| JR-A77                     | Tsuchiyama       | 土山            | 3,1             | 65,3              |                |               |               | | Harima | Harima               |                      | Hyōgo        |
| JR-A78                     | Higashi-Kakogawa | 東加古川        | 3,3             | 68,6              |                |               |               | | Kakogawa | Kakogawa             |                      | Hyōgo        |
| JR-A79                     | Kakogawa         | 加古川          | 3,6             | 72,2              |                |               |               | JR West - I Ligne Kakogawa | Kakogawa | Kakogawa             |                      | Hyōgo        |
| JR-A80                     | Hōden            | 宝殿            | 3,3             | 75,5              |                |               |               | | Takasago | Takasago             |                      | Hyōgo        |
| JR-A81                     | Sone             | 曽根            | 4,0             | 79,5              |                |               |               | | Takasago | Takasago             |                      | Hyōgo        |
| JR-A82                     | Himeji-Bessho    | ひめじ別所      | 2,0             | 81,5              |                |               |               | | Himeji | Himeji               |                      | Hyōgo        |
| JR-A83                     | Gochaku          | 御着            | 2,1             | 83,6              |                |               |               | | Himeji | Himeji               |                      | Hyōgo        |
| JR-A84                     | Higashi-Himeji   | 東姫路          | 2,4             | 86,0              |                |               |               | | Himeji | Himeji               |                      | Hyōgo        |
| JR-A85                     | Himeji           | 姫路            | 4,3             | 87,9              |                |               |               | JR West - Ligne Shinkansen Sanyō - A Ligne Sanyō (Direction Aioi) - J Ligne Bantan - K Ligne Kishin Sanyo - Ligne principale Sanyō (à partir de la gare de Sanyo Himeji : SY 43) | Himeji | Himeji               |                      | Hyōgo        |

## Matériel roulant

### En Service

#### Électrique

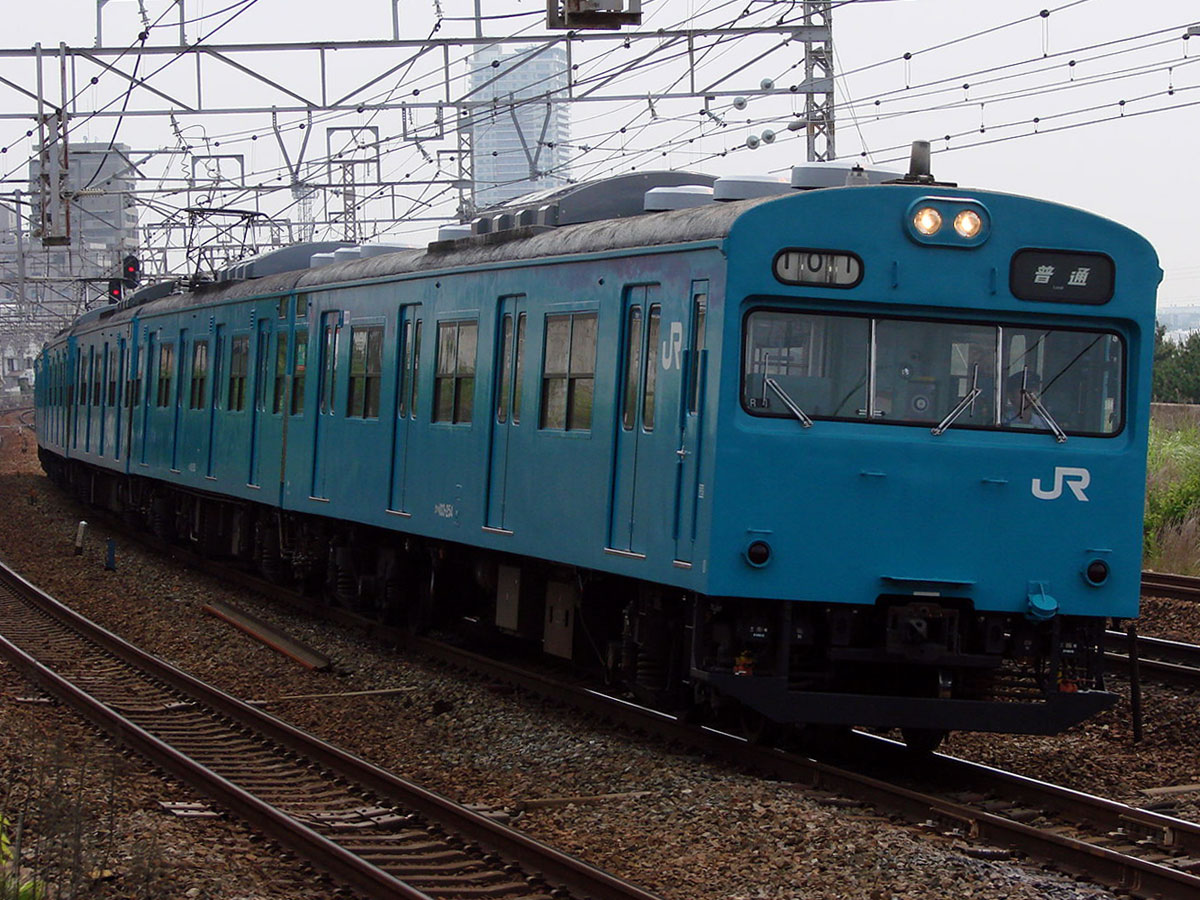
série 103
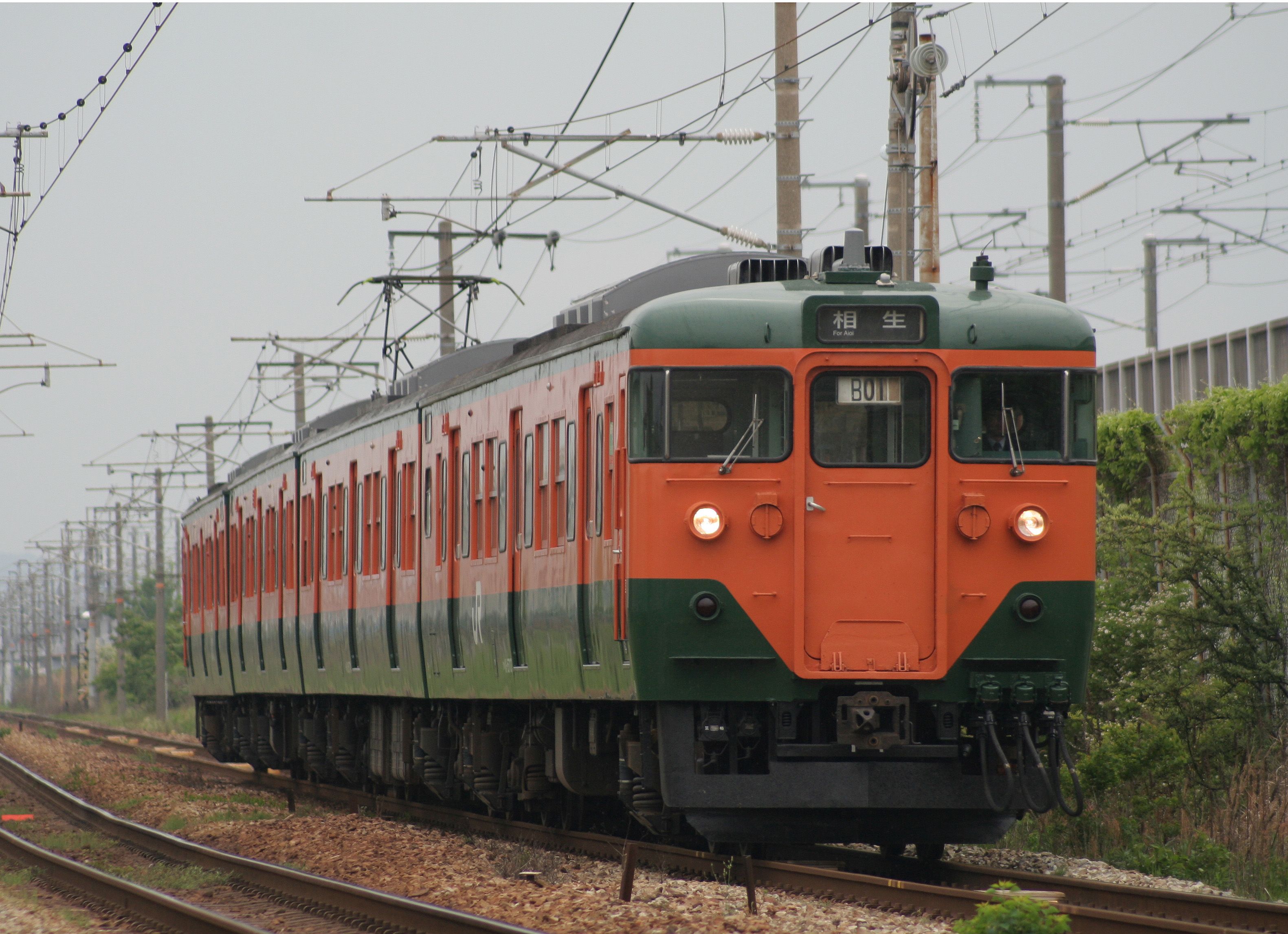
série 113
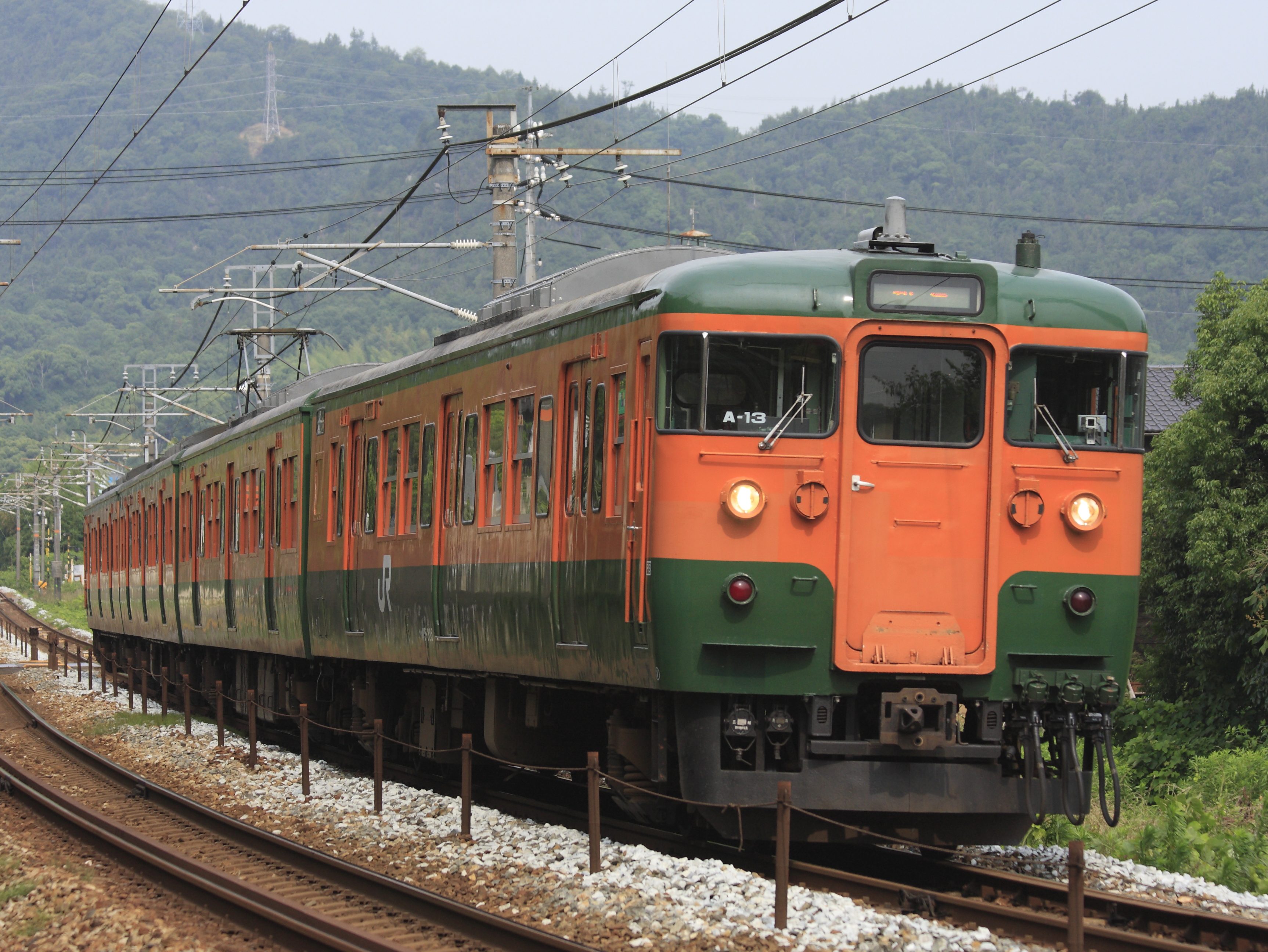
série 115
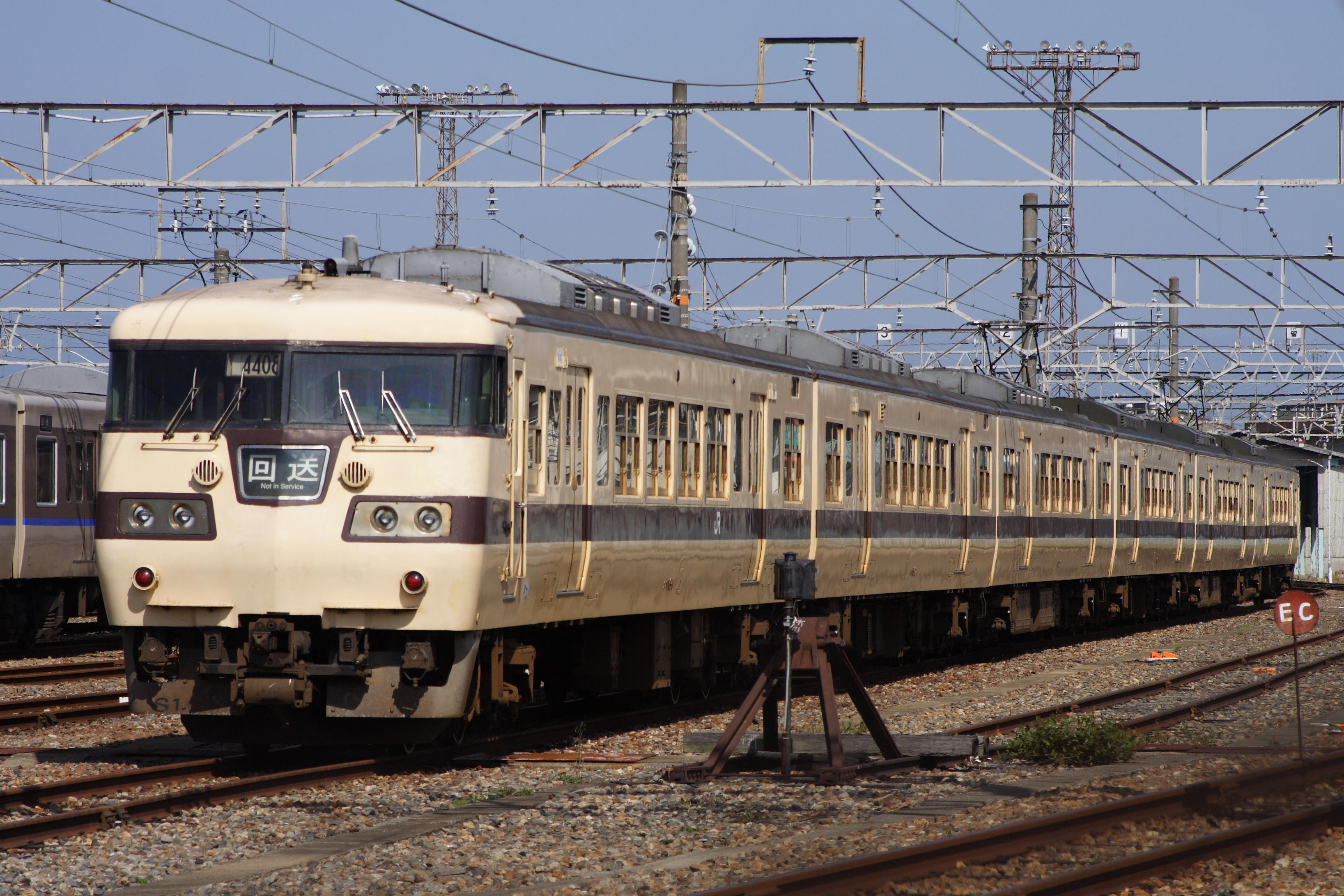
série 117
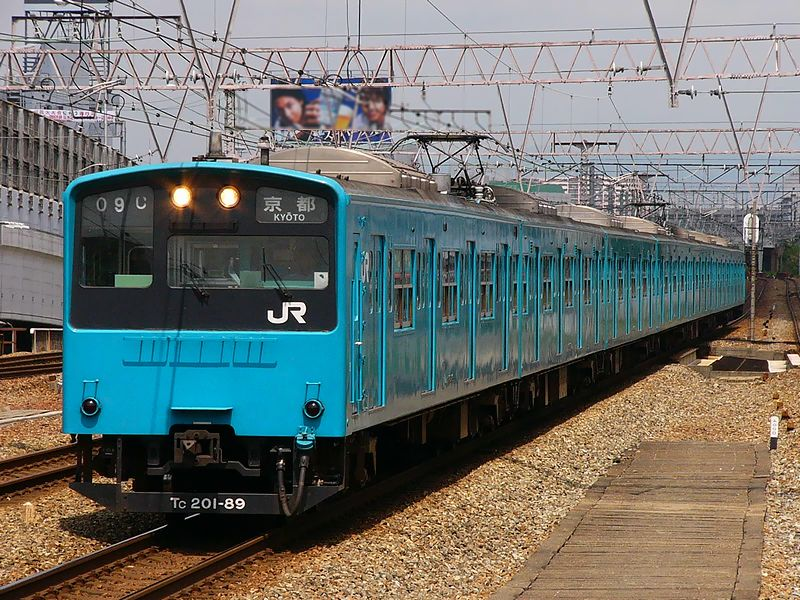
série 201
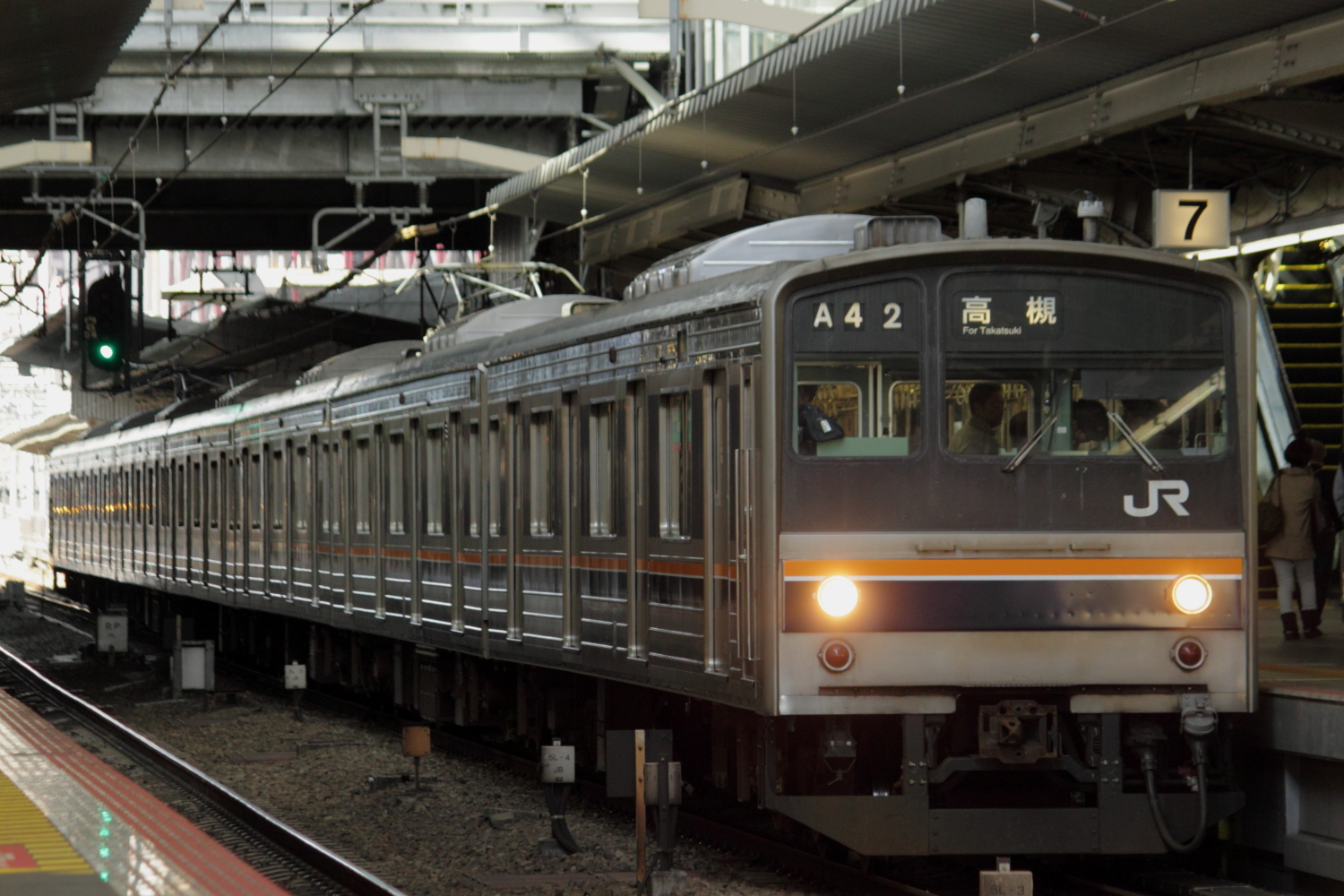
série 205

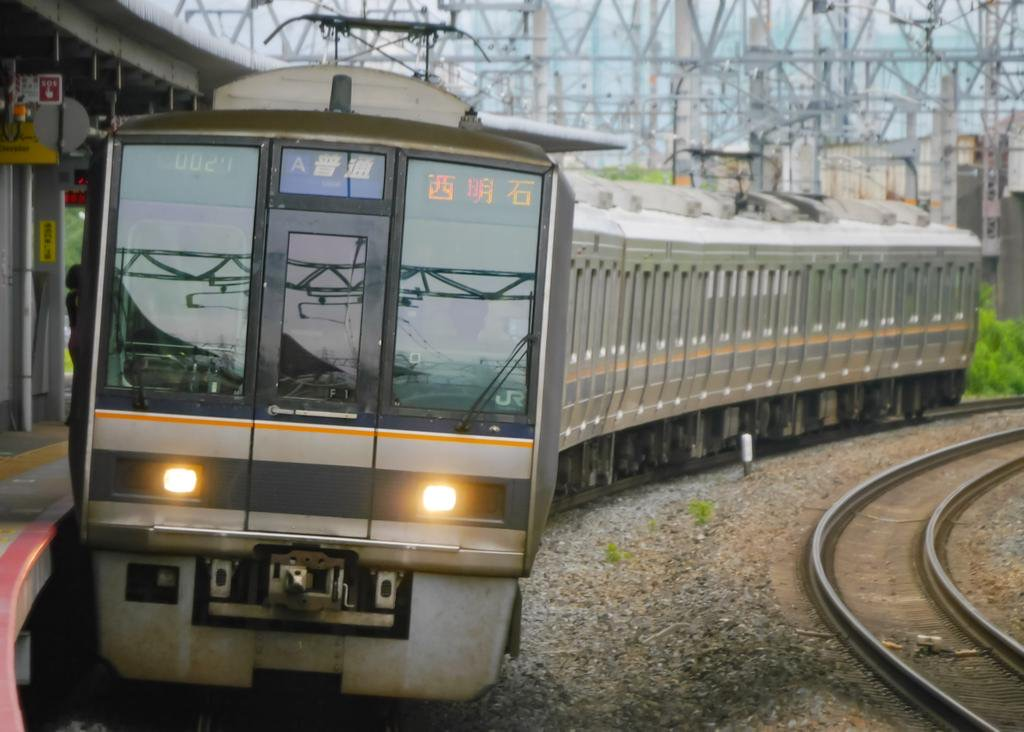
série 207
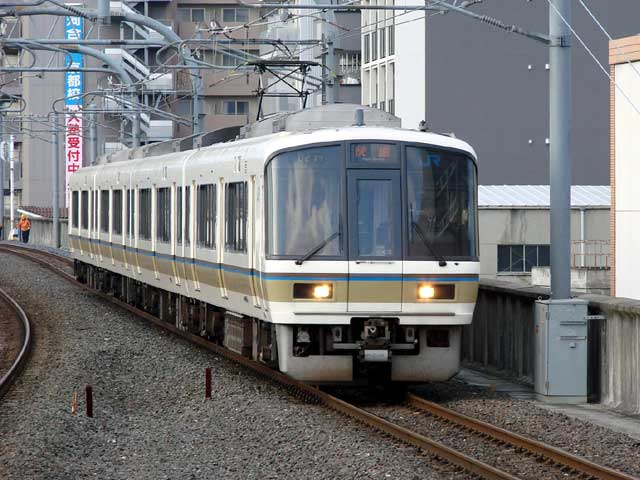
série 221
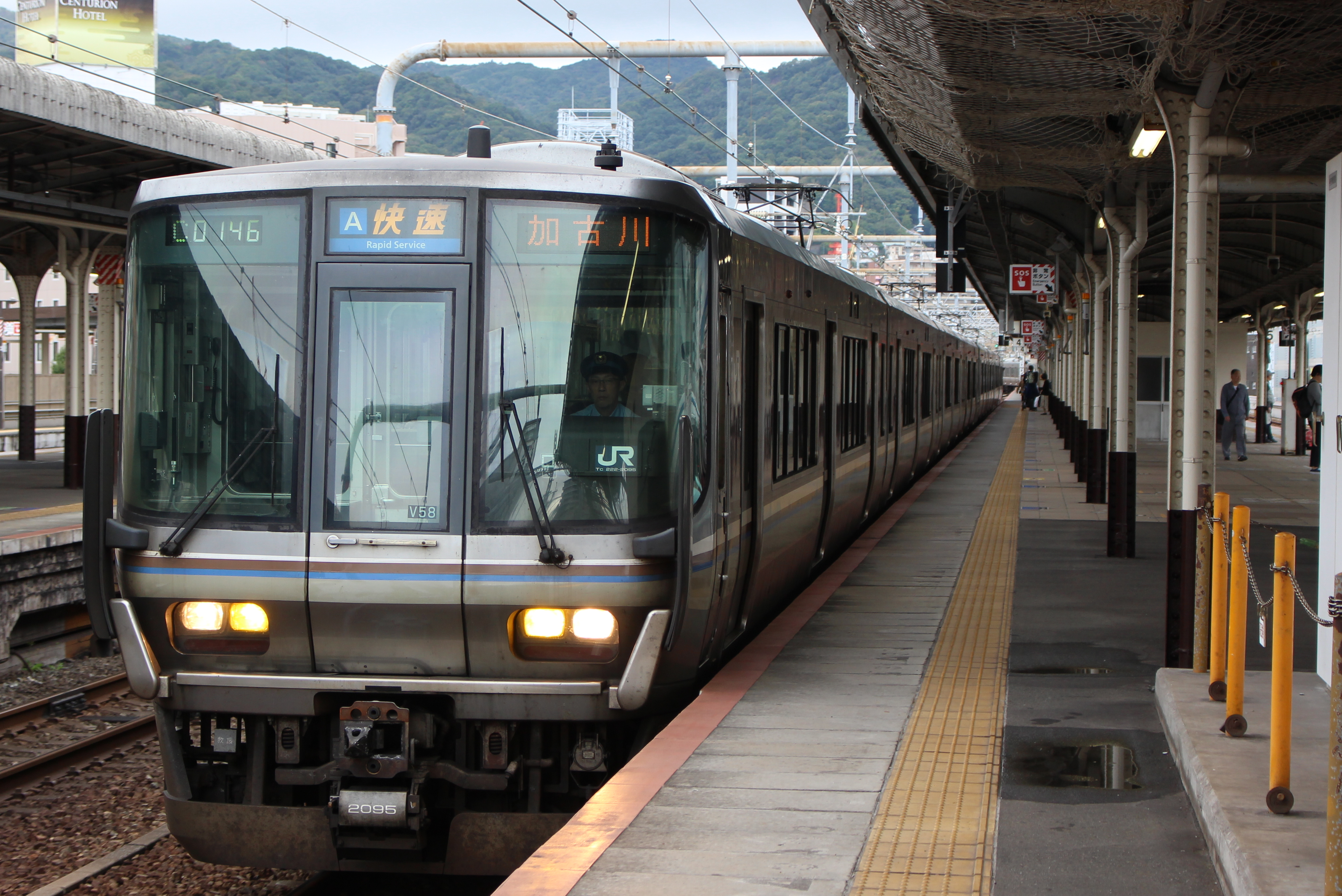
série 223
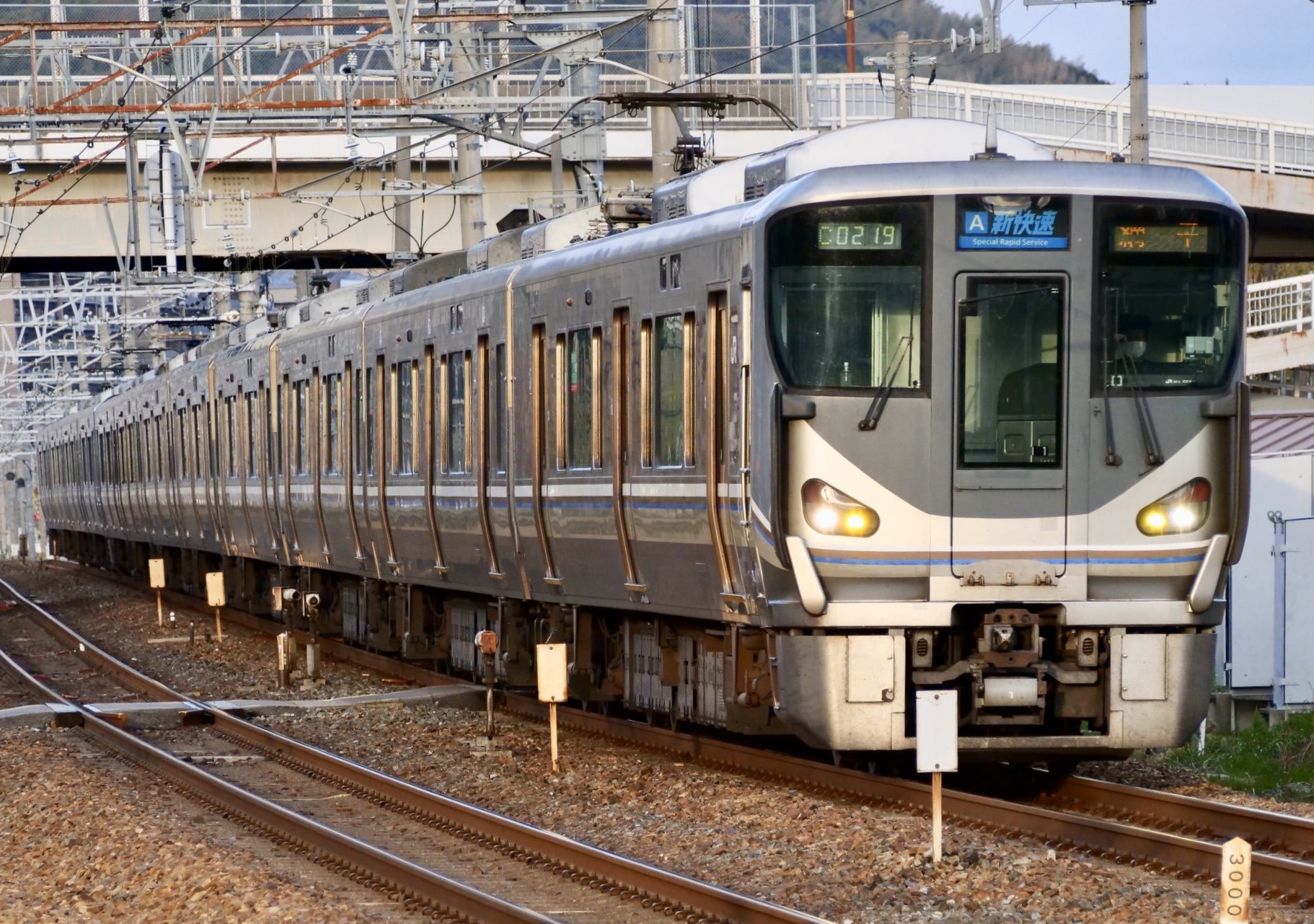
série 225
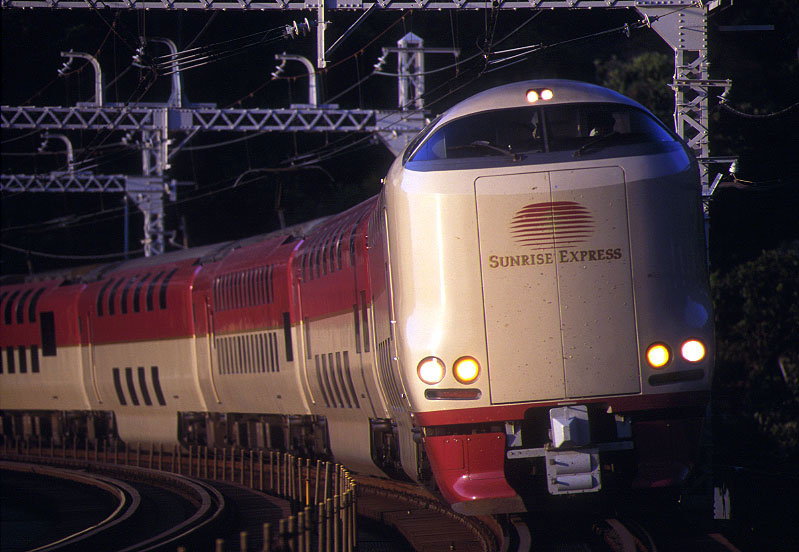
série 321
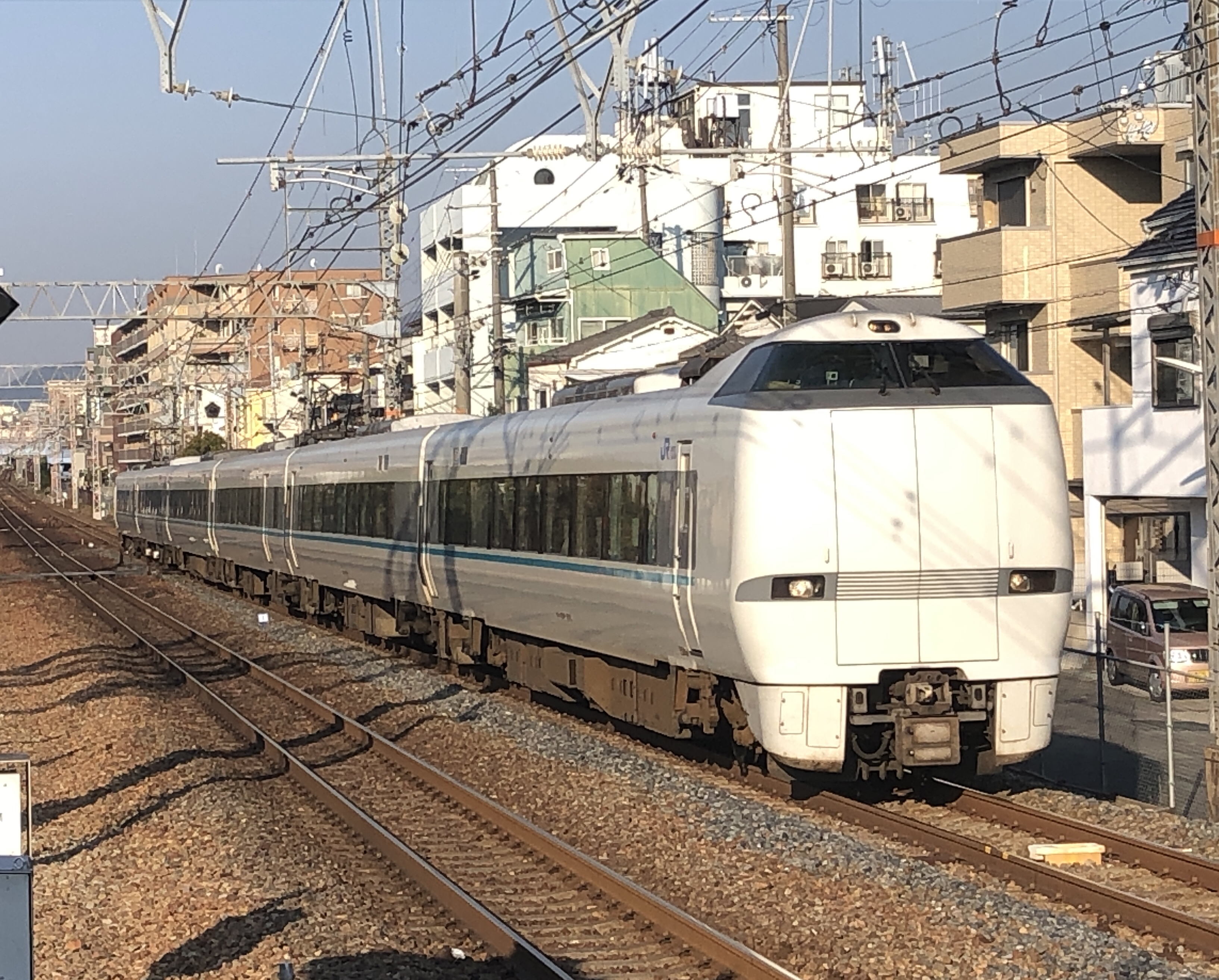
série 285
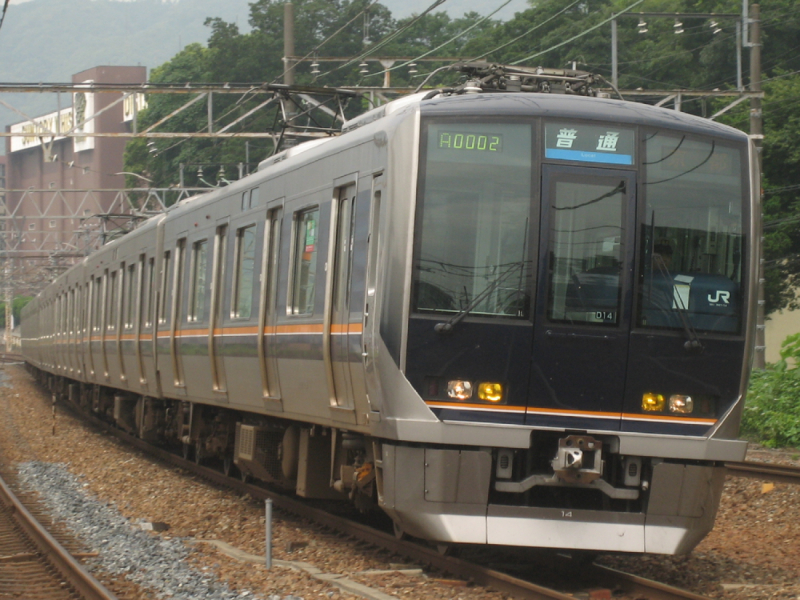
série 289

- série 207
- série 221
- Série 223
- série 225
- série 285
- série 289
- série 321

#### Diesel

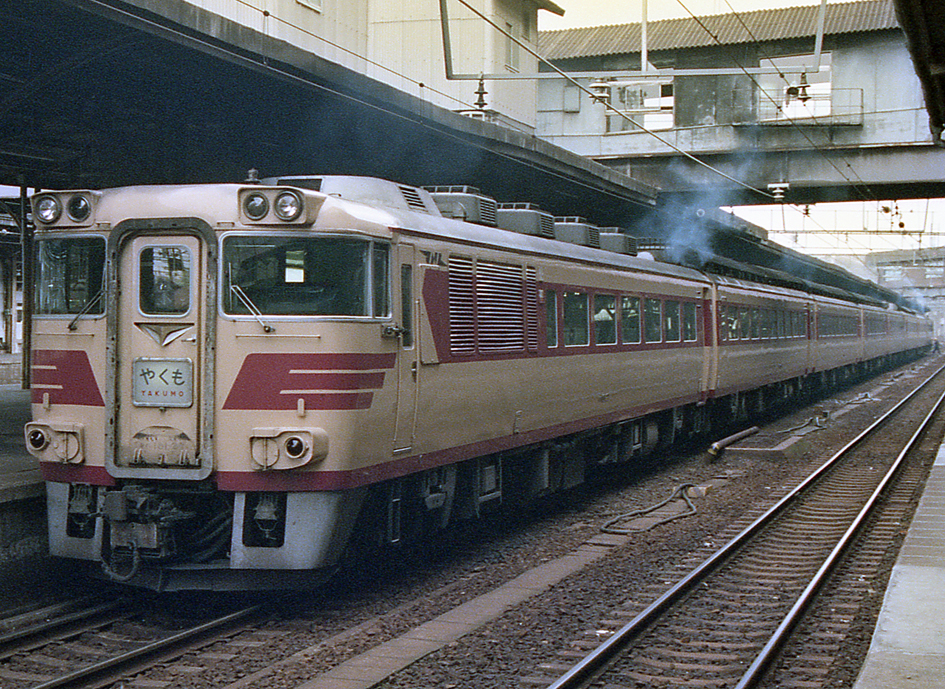
série KiHa181

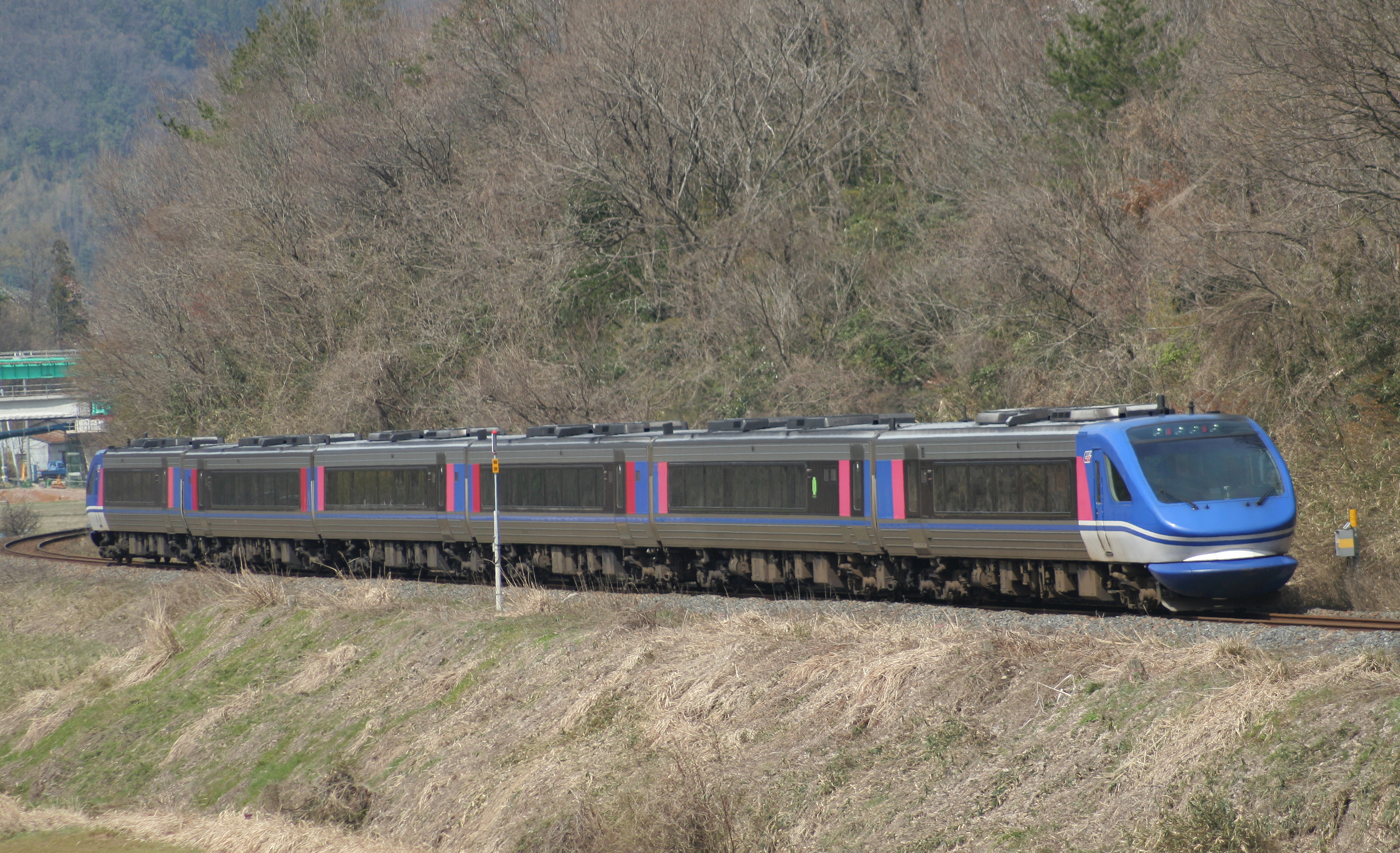
série HOT7000
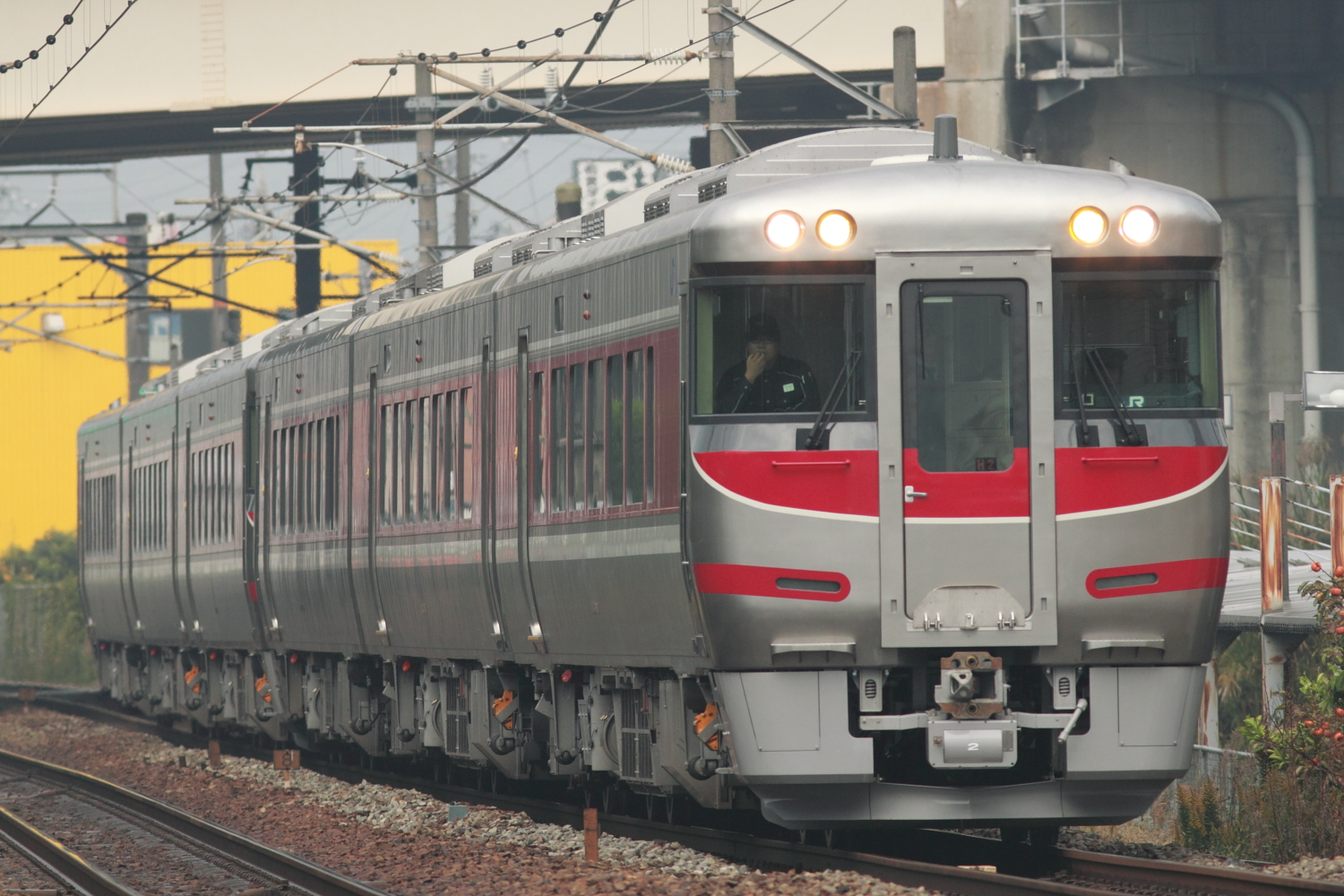
série KiHa189

- série HOT7000
- série KiHa189

### Ancien Service

#### Électrique
- série 103
- série 113
- série 115
- série 117
- série 201
- série 205

- série 103
- série 113
- série 115
- série 117
- série 201
- série 205

#### Diesel
- série KiHa181

- série KiHa181